# ژان ژورس
آگوست ماری ژوزف ژان لئون ژورس (فرانسوی: Jean Jaurès‎؛ زاده ۳ سپتامبر ۱۸۵۹ – درگذشته ۳۱ ژوئیهٔ ۱۹۱۴) یک سیاست‌مدار سوسیالیست فرانسوی بود. او که در ابتدا یک جمهوری‌خواه میانه‌رو بود، بعداً یکی از اولین سوسیال دموکرات‌ها و رهبر حزب سوسیالیست فرانسه در سال ۱۹۰۲ شد که با حزب انقلابی سوسیالیست فرانسه ژول گسد مخالفت کرد. این دو حزب در سال ۱۹۰۵ در بخش فرانسوی بین‌المللی کارگران (French Section of the Workers' International) ادغام شدند. ژورس که یک انترناسیونالیست بود در آغاز جنگ جهانی اول ترور شد و یکی از شخصیت‌های تاریخی اصلی چپ فرانسه باقی مانده‌است. ژورس یک مارکسیست هترودکس بود، او دیکتاتوری پرولتاریا را رد کرد و سعی کرد ایده آلیسم و ماتریالیسم، فردگرایی و جمع گرایی، دموکراسی و مبارزه طبقاتی، میهن‌پرستی و انترناسیونالیسم را با هم آشتی دهد.
وی همچنین استاد فلسفه، مبارز، منتقد ادبی، و خبرنگار اهل فرانسه بود. او از بنیانگذاران حزب سوسیالیست فرانسه و نیز پایه‌گذار روزنامهٔ اومانیته بود که اکنون ارگان حزب کمونیست فرانسه است. ژورس همچنین از واضعان قانون جدایی دولت از کلیسا در سال ۱۹۰۵ میلادی بود، و از مخالفان برجستهٔ جنگ جهانی اول به‌شمار می‌رفت. وی که صلح‌طلب و انترناسیونالیست بود، روز قبل از آغاز جنگ به دست یک ناسیونالیست فرانسوی ترور و کشته شد. ژان ژورس همچنین در جریان ماجرای دریفوس از مدافعان این افسر یهودی فرانسوی بود که به اتهام واهی جاسوسی و خیانت به وطن محکوم گشته بود.

## در آغاز کار
او پسر یک تاجر و کشاورز ناموفق بود. ژان ژورس در کستر، تارن، در یک خانواده متوسط و بورژوازی استانی فرانسوی به دنیا آمد. برادر کوچکترش، لوئیس، دریاسالار و معاون جمهوری‌خواه-سوسیالیست شد.
ژورس که دانش آموزی زبردست بود در لیسه سنت باربه پاریس تحصیل کرد و در سال ۱۸۷۸ قبل از هانری برگسون در École normale supérieure در رشته فلسفه پذیرفته شد. او در سال ۱۸۸۱ در امتحان فلسفه با رتبه سوم پذیرفته شد و سپس قبل از تدریس در دانشگاه تولوز به مدت دو سال در لیسه آلبی به تدریس فلسفه پرداخت. او در سال ۱۸۸۵ به عنوان معاون جمهوری‌خواه بخش تارن انتخاب شد و در کنار جمهوری خواهان میانه‌رو اپورتونیست، مخالف رادیکال‌های ژرژ کلمانسو و سوسیالیست‌ها قرار گرفت. او سپس از ژول فری و لئون گامبتا حمایت کرد.

### تاریخ‌شناس
در سال ۱۸۸۹، پس از رقابت ناموفق برای کرسی کستر، این بار تحت لوای سوسیالیسم، به وظایف حرفه‌ای خود در تولوز بازگشت و در آنجا به امور شهرداری علاقه‌مند شد و به تأسیس دانشکده پزشکی دانشگاه کمک کرد. او همچنین دو پایان‌نامه برای دکترای خود در فلسفه تهیه کرد.
ژورس یک مورخ بسیار تأثیرگذار انقلاب فرانسه شد. تحقیق در آرشیو در کتابخانه ملی فرانسه در پاریس او را به تدوین تفسیر نظری مارکسیستی از رویدادها سوق داد. کتاب تاریخ سوسیالیست او (۱۹۰۰–۱۹۰۳) تفسیری را از آلبرت ماتیز (۱۸۷۴–۱۹۳۲)، آلبرت سوبول (۱۹۱۴–۱۹۸۲) و ژرژ لوفور (۱۸۷۴–۱۹۵۹) شکل داد که تا دهه ۱۹۸۰  در ترم‌های کلاسی استفاده می‌شد. ژورس بر نقش محوری طبقه متوسط در کودتای ۱۸ برومر و همچنین ظهور طبقه کارگر "sans-culottes" که طرفدار یک دیدگاه سیاسی و فلسفه اجتماعی بود که بر جنبش‌های انقلابی در چپ مسلط شد، تأکید کرد.